# Voimatalo
Voimatalo  est un immeuble de bureaux situé dans le quartier de Kamppi à Helsinki en Finlande.

## Présentation
Voimatalo est un immeuble de bureaux de huit étages conçu par Aarne Ervi et achevé en 1952 en tant que siège d'Imatran Voima.
Le bâtiment est protégé depuis 2001.
Voimatalo est représentatif de  l'architecture moderne.
Ses solutions techniques étaient avancées à l'époque de sa construction, et les matériaux de construction étaient de haute qualité.
La conception du bâtiment est anguleuse et sa façade est décorée de rangées régulières de fenêtres et de carreaux de céramique fabriqués par Arabia.
Aujourd'hui, Voimatalo abrite entre autres les bureaux de Rakennustieto (fi) Oy.
La représentation finlandaise de la Commission européenne et le bureau finlandais du Parlement européen sont situés au rez-de-chaussée.
Dans leur auditorium commun, Eurooppasali, sont organisés des événements publics ouverts liés aux activités de l'Union européenne.

## Galerie

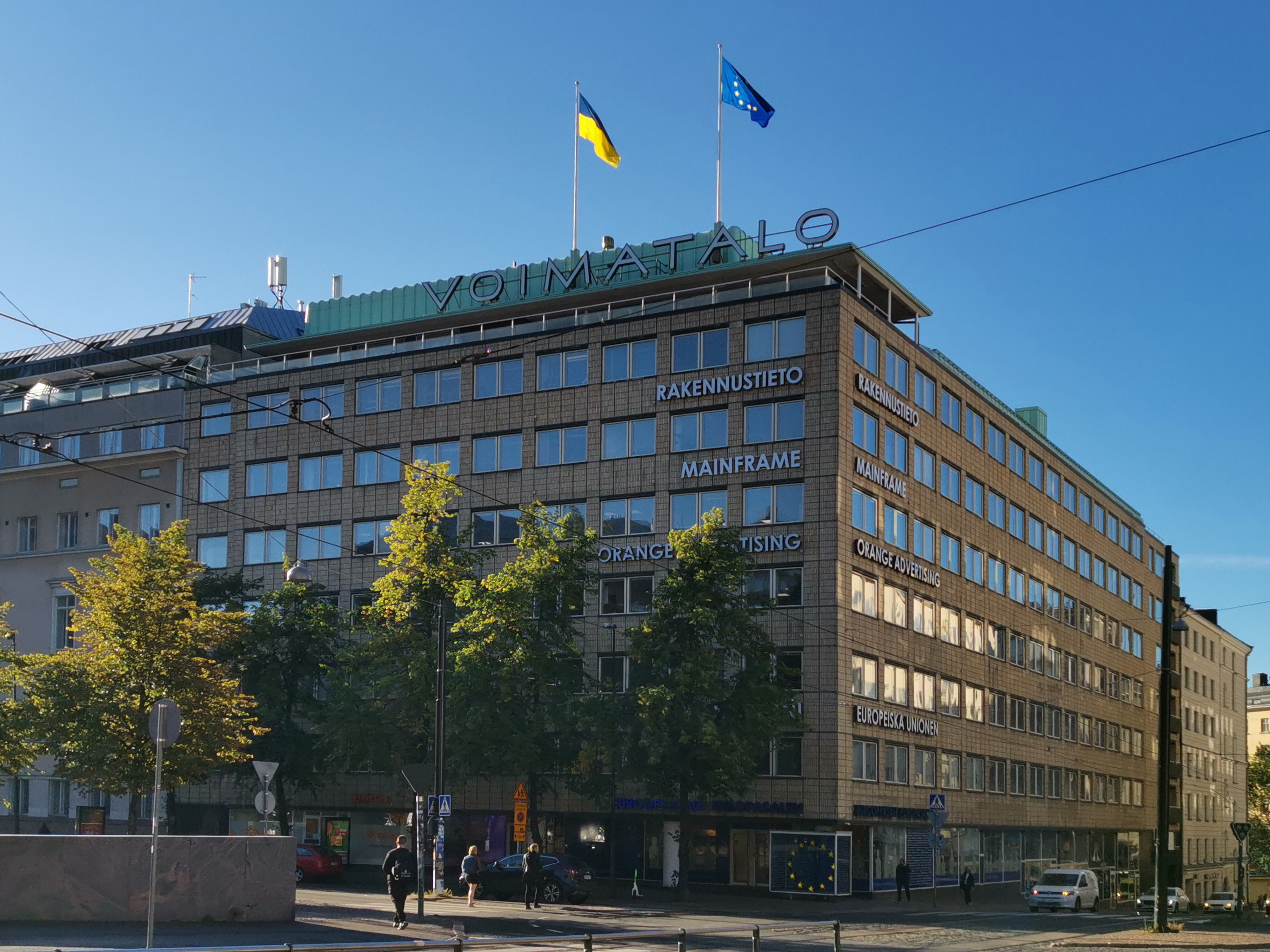
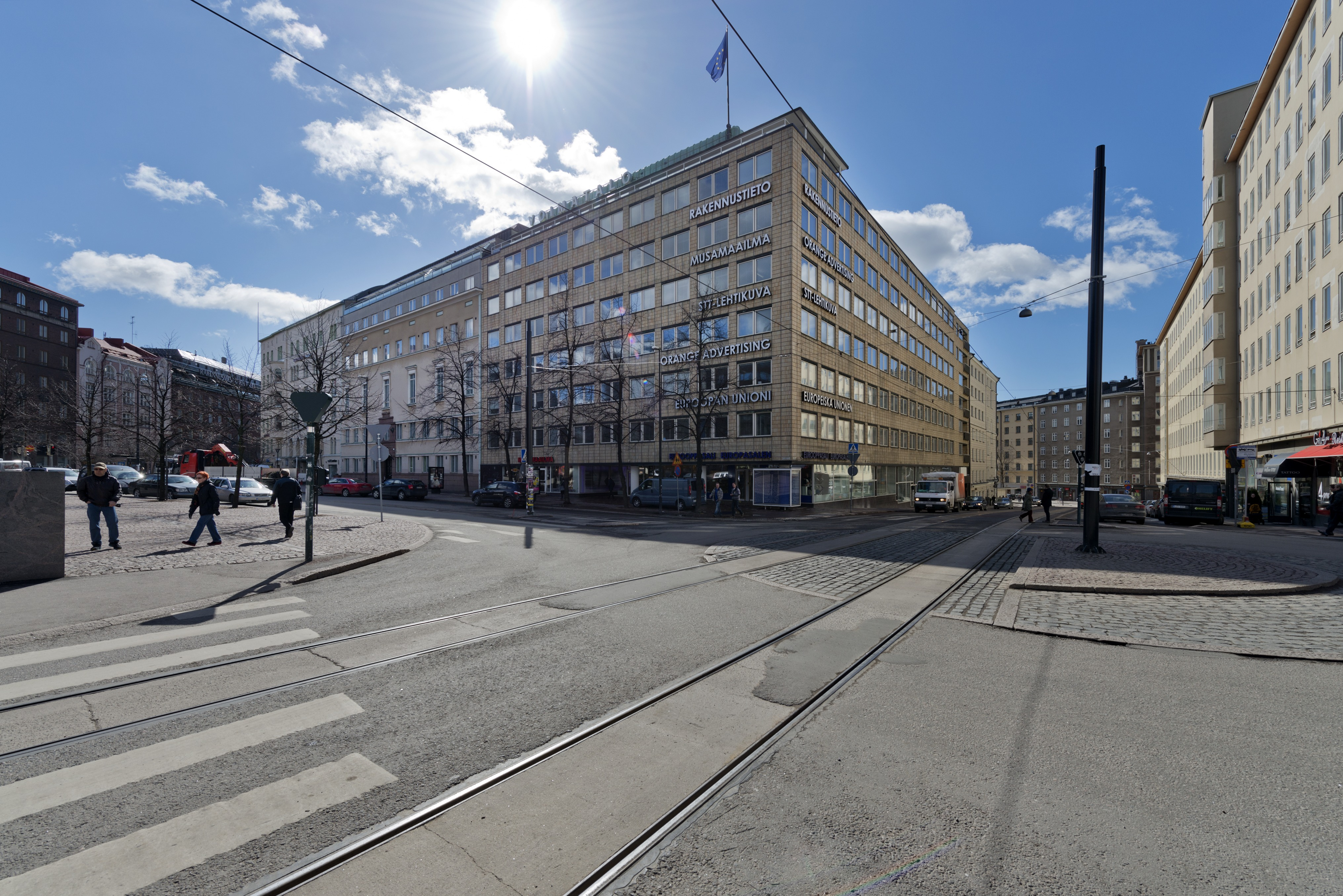